# Funeral Blues
Funeral Blues („Beerdigungs-Blues“) ist ein Gedicht, das der englische Schriftsteller W. H. Auden 1936 veröffentlichte.

## Entstehung
Das Gedicht, dem Auden selbst keinen Titel gegeben hatte, das aber in einer 1938 veröffentlichten Anthologie mit Funeral Blues überschrieben erschien, liegt in zwei sehr voneinander abweichenden Versionen vor. 
Die wenig bekannte Originalversion umfasst fünf Strophen. Auden schrieb sie 1936 als Parodie eines Trauergedichtes für einen politischen Führer in dem poetischen Drama The Ascent of F6, das er zusammen mit seinem Freund Christopher Isherwood verfasste. Die beiden ersten Strophen sind mit denen der späteren vierstrophigen Version identisch, das Ende ist allerdings vollkommen unterschiedlich.
Die vierstrophige Fassung entstand, um von der englischen Sopranistin Hedli Anderson in einem Arrangement des Komponisten Benjamin Britten gesungen zu werden. Diese Version wurde in der von Denys Kilham Roberts und Geoffrey Grigson zusammengestellten Anthologie The Year’s Poetry, 1938 sowie in Audens Buch Another Time veröffentlicht und als Funeral Blues betitelt, während die fünfstrophige Fassung keinen Titel hat. In der Ausgabe von Another Time für das Vereinigte Königreich gab es einen Druckfehler: Anstelle des korrekten wood wird in der vierten Strophe woods geschrieben. Dieser Fehler taucht in keiner anderen Ausgabe auf.

## Adaptionen
- Benjamin Britten veröffentlichte unter dem Titel Cabaret Songs Vertonungen mehrerer Auden-Gedichte, unter anderem auch Funeral Blues.
- In dem Film Vier Hochzeiten und ein Todesfall liest Matthew das Gedicht bei der Beerdigung von Gareth.
- Das Gedicht ist der englische Beitrag zum Gedenkstein der Katastrophe von Heysel, bei der 1985 39 Menschen zu Tode kamen.
- Auf dem Album Songs from a Darkness des Duos d.o.o.r gibt es eine Vertonung des Gedichts von Dirk Raulf.[1]